# Legitymacja osoby niepełnosprawnej
Legitymacja osoby niepełnosprawnej – wystawiana przez powiatowy (miejski) zespół ds. orzekania o niepełnosprawności, na podstawie prawomocnych orzeczeń, dokumentuje niepełnosprawność lub stopień niepełnosprawności.
Legitymacja ma postać karty z poliwęglanu o wymiarach 54×85,6 mm (standard ID-1 ISO/IEC 7810), na awersie zawiera zdjęcie, imię i nazwisko osoby niepełnosprawnej, jej numer PESEL (co zapobiega konieczności wymiany legitymacji w sytuacji zmiany nazwiska) i termin ważności. Na rewersie podano nazwę organu wystawiającego, numer legitymacji i Kod QR zawierający nr PESEL i nr Legitymacji oraz symbol przyczyny i stopień niepełnosprawności. Symbol przyczyny, jak i stopień niepełnosprawności wpisywane są wyłącznie na wniosek osoby zainteresowanej lub przedstawiciela ustawowego tej osoby, co gwarantuje ochronę tych danych jako szczególnie wrażliwych.